# 克頓鎮區 (伊利諾伊州富爾頓縣)
克頓鎮區（英語：Kerton Township）是位於美國伊利諾伊州富爾頓縣的一個行政鎮區。

## 地方資料
根據2010年美國人口普查的數據，克頓鎮區的面積為69.80平方千米，當中陸地面積為63.00平方千米，而水域面積為6.80平方千米。當地共有人口116人，而人口密度為每平方千米1.66人。